# Barranc del Tossal
El barranc del Tossal és un barranc dels termes municipals d'Isona i Conca Dellà (antic terme de Benavent de Tremp) i Gavet de la Conca (antic terme de Sant Salvador de Toló).
Neix a los Serradets, entre Cal Volament i Cal Volament Nova, al sud-oest del poble de Benavent de la Conca. Des d'aquell lloc davalla cap al nord-oest el primer tram, passant ran del Tossal que li dona nom, i després cap al sud-oest, passant ran i al sud de l'antic poble de Gramenet. S'aboca en el riu de Conques davant de Ço el Guedó, però el darrer tram del barranc, ja en terme de Gavet de la Conca, rep el nom de barranc de Roquena.